# Sasso Marconi
Sasso Marconi ist eine Gemeinde mit 14.868 Einwohnern (Stand 31. Dezember 2023) in der Metropolitanstadt Bologna. Die örtliche Villa Marconi von Guglielmo Marconi war seit dem 18. Jahrhundert Sommersitz der Industriellen-Familie.

## Namensgebung
Der Name des Dorfes setzt sich zusammen aus Sasso della Glosina, einer Felswand vom Contrafforte pliocenico (Steinpfeiler des Pliozän), die am Zusammenfluss von Reno und Setta das Tal beherrscht, und aus dem Nachnamen von Guglielmo Marconi, dem berühmten Wissenschaftler und Unternehmer. In der Vergangenheit war das Gebiet auch als Praduro (Harte Wiese) und Sasso (Fels) bezeichnet worden.

## Geographie
Die Gemeinde Sasso Marconi liegt im niedrigen Hügelgebiet um die Stadt Bologna zwischen dem unteren Reno-Tal und dem unteren Einzugsgebiet des Flusses Setta in Süd-Osten und einem Teil des Einzugsgebietes des Flusses Lavino im Westen. Die Ortsteile liegen entlang der Landstraße, die Porrettana genannt wird, eine wichtige lokale Verkehrsader zwischen der Po-Ebene und der Toskana und neben der gleichnamigen Eisenbahnlinie, die entlang der Landstraße verläuft. Es ist eine der acht Gemeinden, die Mitglieder der Comunità Montana Cinque Valli Bolognesi (deutsch: Berggemeinschaft der fünf Täler von Bologna) sind.

## Verkehr
Das Gemeindegebiet ist durch die Nahverkehrsbahn Bologna-Pistoia an die 17 km entfernte Stadt Bologna angebunden. Die Bahnlinie wurde 1864 gegründet. Zusätzlich existiert noch eine Busverbindung. Es gibt drei Eisenbahnhaltestellen, die sich im Gemeindegebiet befinden: Borgonuovo, Pontecchio Marconi und Sasso Marconi. Eine andere wichtige Verkehrsader ist die Autobahn A1 zwischen Mailand und Rom, die das Gemeindegebiet über die Ausfahrt Sasso Marconi anbindet.

## Städtepartnerschaften
Die Gemeinde Sasso Marconi verfügt über eine Städtepartnerschaft mit Helston in Cornwall (in der Nähe dieses Ortes (Poldhu) errichtete Guglielmo Marconi eine erste Großfunkstelle), mit Sassenage in Frankreich und Siderno in Kalabrien. Die Gemeinden veranstalten wechselseitig kulturelle Veranstaltungen zu verschiedenen örtlichen Feiertagen.

## Sehenswürdigkeiten

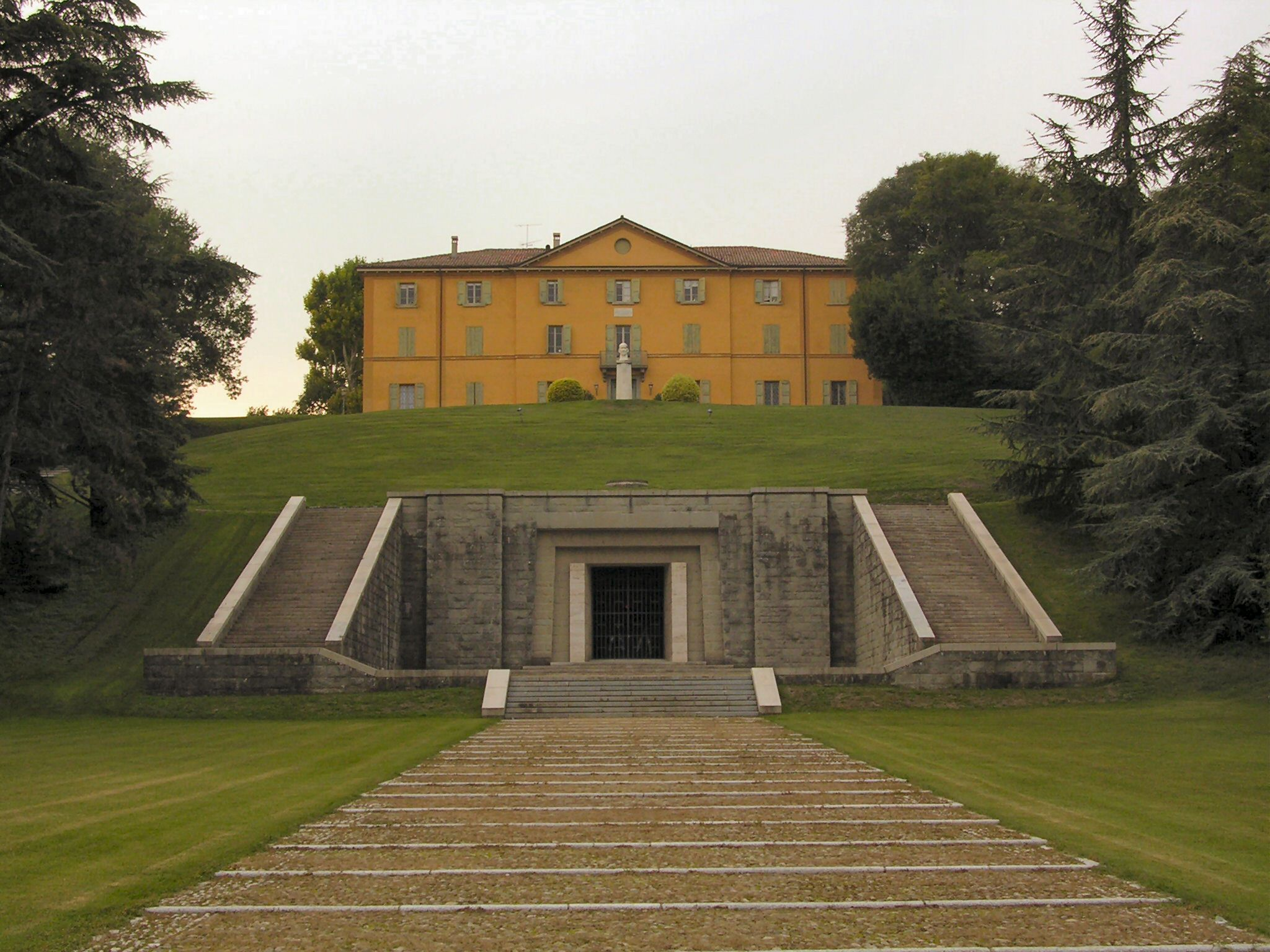
Villa Griffone, Gedenkstätte und Museum Marconi

Die Villa Griffone bei Pontecchio war seit Mitte des 19. Jahrhunderts Sommersitz der Familie Marconi. Hier verbrachte auch der weltbekannte Wissenschaftler Guglielmo Marconi einen Teil seiner Jugend und führte ab 1895 erste funktechnische Experimente durch. Die heute Villa Marconi genannte Baulichkeit beherbergt inzwischen das Museum Marconi, die Stiftung der Fondazione Guglielmo Marconi und das 1941 eingeweihte Mausoleum.

## Verwaltung
- Bürgermeisterin: Marilena Fabbri (seit Juni 2004)
- Klimatische Einordnung: Zone E, 2339 GR/G

## Persönlichkeiten
- Adriano Vignoli (1907–1996), Radrennfahrer